# اسپرس درختی خارک‌دار
اسپرس درختی خارک‌دار (نام علمی: Taverniera echinata) نام یک گونه از سرده اسپرس درختی است.